# Муассанит
Муассани́т — редкий минерал класса природных карбидов состава SiC (карбид кремния). Образует мелкие бесцветные кристаллы с алмазным блеском. Синтетический аналог и технический продукт, аналогичный по структуре и составу — карборунд. Природный муассанит можно найти только в ничтожно малых количествах в некоторых типах метеоритов и в месторождениях корунда и в кимберлитах; природные монокристаллы не превышают в размере нескольких миллиметров. В последние десятилетия появилась технология выращивания крупных прозрачных синтетических монокристаллов муассанита, часто используемых для имитации бриллиантов.
Практически любой карбид кремния, продаваемый в мире, в том числе и в виде муассанитового украшения, является синтетическим. Природный муассанит был впервые обнаружен в 1893 году в виде небольших шестиугольных пластинчатых включений в метеорите Каньон Диабло в Аризоне Фердинандом Анри Муассаном, в честь которого и был назван минерал в 1905 году. Исследование Муассана о естественном происхождении карбида кремния было изначально спорным, потому что его образец мог быть загрязнён крошкой карбида кремния от пилы (в то время пилы уже содержали данное вещество).
Хоть карбид кремния и является редким веществом на Земле, он широко распространён в космосе. Это вещество встречается в пылевых облаках вокруг богатых углеродом звёзд, также его много в первозданных, не подвергшихся изменениям, метеоритах (почти исключительно в форме бета-полиморфа). Анализ зёрен карбида кремния, найденных в углеродистом хондритовом метеорите Мёрчисон, показал аномальное изотопное соотношение углерода и кремния, что указывает на происхождение данного вещества за пределами Солнечной системы: 99 % зёрен SiC образовалось около богатых углеродом звёзд, принадлежащих к асимптотической ветви гигантов. Карбид кремния можно часто обнаружить вокруг таких звёзд по их ИК-спектрам.

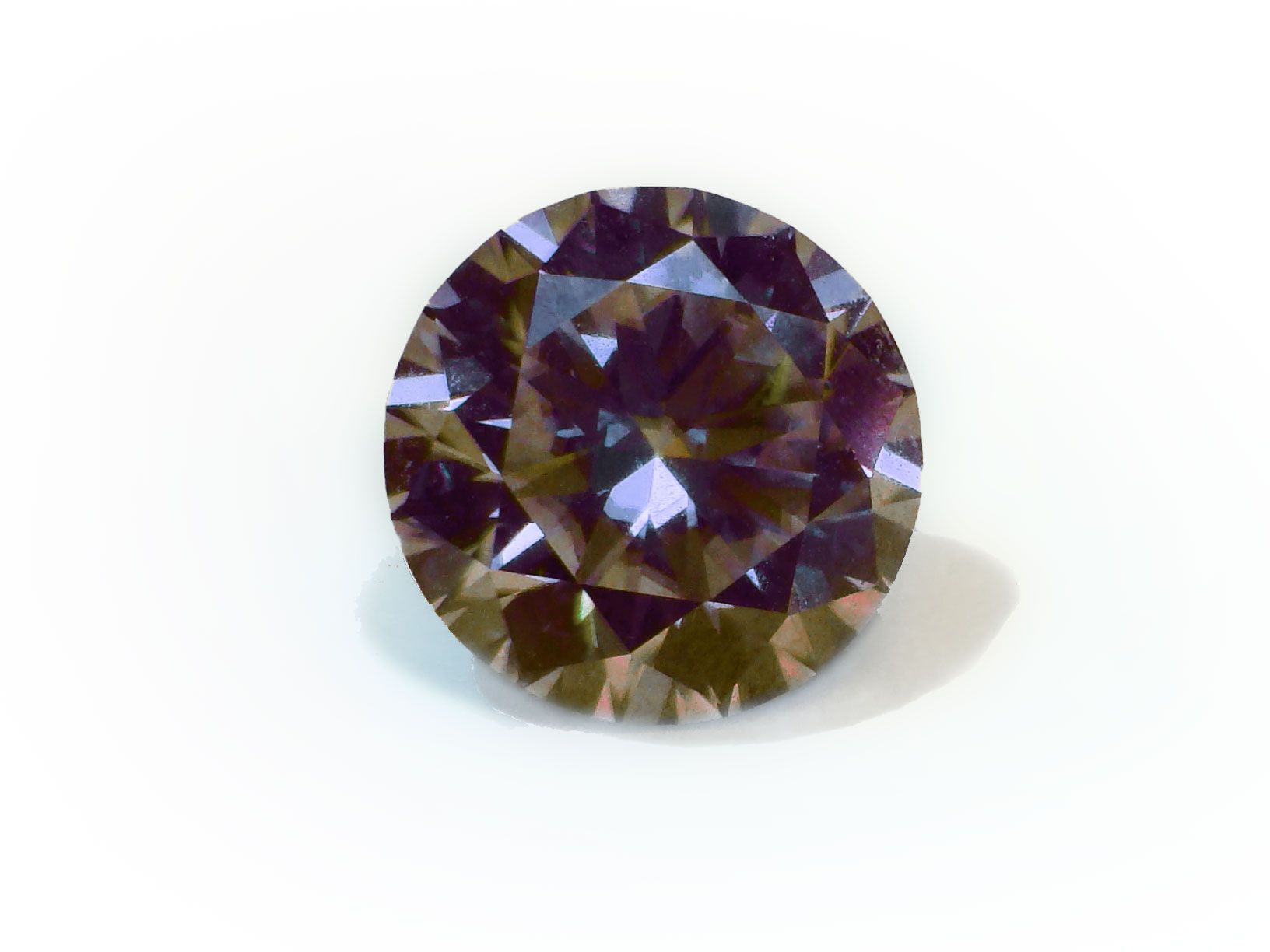
Синтетический карбид кремния: карборунд, муассанит (бриллиантовая огранка)

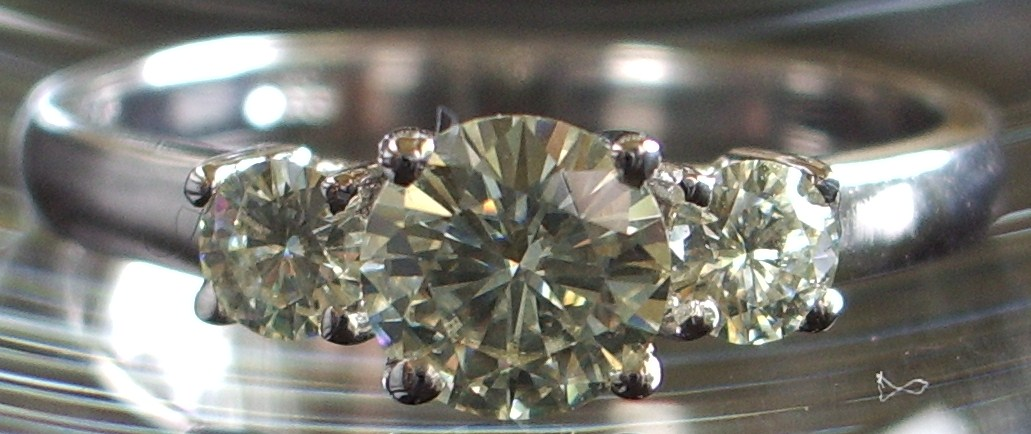
Кольцо с синтетическим муассанитом

Тугоплавок (температура плавления 2830 °C), химически стоек, по твёрдости уступает лишь алмазу и нитриду бора — боразону. Муассанит похож на алмаз: он прозрачен и твёрд (8,5—9,25 по шкале Мооса, по сравнению с 10 для алмаза), с показателем преломления 2,65—2,69 (по сравнению с 2,42 для алмаза). Муассанит может иметь сильное двулучепреломление, что также отличает его от алмаза. Теплопроводность муассанита высока, как и у алмаза. При небольшом нагревании проявляется термохромный эффект — начиная примерно с 65 °C цвет муассанита постепенно изменяется в зависимости от температуры. Это свойство, как и более высокая электропроводность, также используется для различения муассанита и алмаза.
При облучении ультрафиолетом флюоресцирует оранжево-красным цветом. В оптическом спектре поглощения нет резких линий, сильное поглощение для длин волн ниже 425 нм.